# آپتازاپین
آپتازاپین(به انگلیسی: Aptazapine) (کد توسعه CGS-7525A ) یک ضد افسردگی چهار حلقه‌ای (TeCA) است که در آزمایش‌های بالینی برای درمان افسردگی در خلال دهه ۱۹۸۰ مورد سنجش قرار گرفت اما هرگز به بازار عرضه نشد.